# Naya Belhani
Pour les articles homonymes, voir Belhani.
Naya Belhani (en népalais : नयाँ बेल्हानी) est un comité de développement villageois du Népal situé dans le district de Nawalparasi. Au recensement de 2011, il comptait 12 288 habitants.